# Vietnamese Quoted-Readable
Le Vietnamese Quoted-Readable (VIQR) est une méthode de codage des caractères permettant d'écrire le vietnamien sur ordinateur, et par extensions sur Internet en n'utilisant que des caractères ASCII, ce jeu de caractère ne comprenant pas les diacritiques vietnamiens. Elle a été créée avant l'apparition d'Unicode, et a continué à être utilisé sur les systèmes ne le possédant pas. C'est également le nom d'une méthode de saisie du vietnamien, utilisant les mêmes caractères sur un clavier en caractères latins.
L'écriture vietnamienne (le quôc ngu) utilise des caractères latins avec de nombreux diacritiques (accents) qui ne font pas partie de la norme ASCII. Les diacritiques y sont donc  représentés par des caractères, également compris dans cette norme, placés après les lettres :
| Diacritique          | Caractère | Exemple |
| -------------------- | --------- | ------- |
| trăng (bref)         | (         | ă       |
| mũ (circonflexe)     | ^         | â       |
| móc (corne)          | +         | ơ       |
| huyền (grave)        | `         | à       |
| sắc (aigu)           | '         | á       |
| hỏi (crochet)        | ?         | ả       |
| ngã (tilde)          | ~         | ã       |
| nặng (point dessous) | .         | ạ       |

Pour la lettre Đ, on utilise DD ou Dd, et pour đ, on utilise dd.
Les caractères indiquant les diacritiques étant des caractères de ponctuation, lorsque l'on veut mettre un signe de ponctuation après une lettre, il faut les séparer par une barre de fraction inversée \ afin qu'elle ne soit pas interprétée comme un diacritique.

## Exemple
Voici le nom des diacritiques écrits en VIQR :
- Sa('c → Sắc
- Huye^`n → Huyền
- Ho?i → Hỏi
- Nga~ → Ngã
- Na(.ng → Nặng